# Hypomyces hyalinus
Hypomyces hyalinus är en svampart som först beskrevs av Ludwig David von Schweinitz, och fick sitt nu gällande namn av Tul. & C. Tul. 1860. Hypomyces hyalinus ingår i släktet Hypomyces och familjen Hypocreaceae.  Arten är reproducerande i Sverige. Inga underarter finns listade i Catalogue of Life.

## Bildgalleri

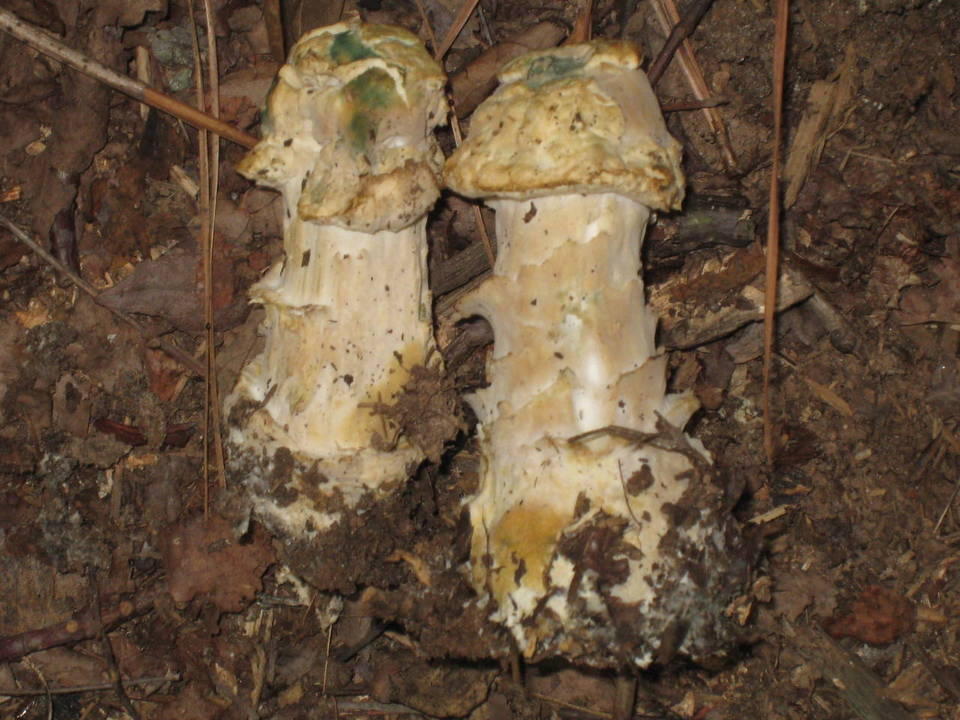